# Longitarsus rutilus
Longitarsus rutilus  (лат.) — вид листоедов (Chrysomelidae) из подсемейства козявок (Galerucinae). Распространён в Северной Африке, на Пиренейском полуострове, Корсике, во Франции, в южной части Англии и Нидерландах. Взрослые жуки и их личинки питаются листьями норичника ушковатого (Scrophularia auriculata) (норичниковые).